# National Board of Review Awards 2006
78th NBR Awards

9 de janeiro de 2007
Melhor Filme: 

 Letters from Iwo Jima 
O 78º National Board of Review Awards, concedido aos melhores filmes de 2006, foram apresentados pelo National Board of Review em 9 de janeiro de 2007.

## Vencedores
- Melhor Filme:[1]
  - Cartas de Iwo Jima
- Melhor Filme Estrangeiro:[1]
  - Volver, Espanha
- Melhor Ator:[1]
  - Forest Whitaker - O Último Rei da Escócia
- Melhor Atriz:[1]
  - Helen Mirren - A Rainha
- Melhor Ator Coadjuvante:[1]
  - Djimon Hounsou - Blood Diamond
- Melhor Atriz Coadjuvante:[1]
  - Catherine O'Hara - Por Trás das Câmeras
- Melhor Elenco:[1]
  - The Departed
- Melhor Ator Revelação:[1]
  - Ryan Gosling - Half Nelson
- Melhor Atriz Revelação (empate):[1]
  - Jennifer Hudson - Dreamgirls - Em busca de um sonho
  - Rinko Kikuchi - Babel
- Melhor Diretor:[1]
  - Martin Scorsese - The Departed
- Melhor Diretor Estreante:[1]
  - Jason Reitman - Obrigado por Fumar
- Melhor Filme de Animação:[1]
  - Carros
- Melhor Documentário:[1]
  - An Inconvenient Truth
- Melhor Roteiro Adaptado:[1]
  - The Painted Veil - Ron Nyswaner
- Melhor Roteiro Original:[1]
  - Mais Estranho que a Ficção - Zach Helm
- NBR Liberdade de Expressão:[1]
  - Às Margens do Rio Sagrado e World Trade Center
- Prêmio Conquista Especial em Cinema:[1]
  - Eli Wallach
- Prêmio William K. Everson de História do Cinema:[1]
  - Donald Krim
- Prêmio Carreira para Produção Cinematografia:[1]
  - Irwin Winkler

## Top 10: Melhores Filmes do Ano
(em ordem alfabética)
- Babel
- Blood Diamond
- The Departed
- The Devil Wears Prada
- Flags of Our Fathers
- The History Boys
- Letters from Iwo Jima
- Little Miss Sunshine
- Notes on a Scandal
- The Painted Veil

## Top 10: Melhores Filmes Independentes do Ano
(em ordem alfabética)
- 10 Items or Less
- Akeelah and the Bee
- Bobby
- Catch a Fire
- Copying Beethoven
- A Guide to Recognizing Your Saints
- Half Nelson
- The Illusionist
- Lonesome Jim
- Sherrybaby
- Thank You for Smoking

## Melhores Filmes Estrangeiros do Ano
(em ordem alfabética)
- Curse of the Golden Flower (Man cheng jin dai huang jin jia)
- Days of Glory (Indigènes)
- Pan's Labyrinth (El laberinto del fauno)
- To Return (Volver)
- Water

## Melhores Documentários do Ano
(em ordem alfabética)
- An Inconvenient Truth
- 51 Birch Street
- Iraq in Fragments
- Dixie Chicks: Shut Up and Sing
- Wordplay